# Anauxesis flavofemorata
Anauxesis flavofemorata är en skalbaggsart som beskrevs av Pierre Lepesme och Stefan von Breuning 1952. Anauxesis flavofemorata ingår i släktet Anauxesis och familjen långhorningar. Inga underarter finns listade i Catalogue of Life.